# Трёхселищенский сельсовет
Трёхселищенский сельсовет — упразднённая административно-территориальная единица, существовавшая на территории Московской губернии и Московской области до 1939 года.
Трёхселищенский сельсовет был образован в первые годы советской власти. По данным 1922 года он входил в состав Хребтовской волости Сергиевского уезда Московской губернии.
В 1923 году Трёхселищенский с/с был присоединён к Малинковскому с/с.
В 1927 году Малинковский с/с был переименован в Трёхселищенский с/с.
В 1929 году Трёхселищенский с/с был отнесён к Константиновскому району Кимрского округа Московской области.
17 июля 1939 года Трёхселищенский с/с был упразднён. При этом все его населённые пункты (Трёхселище, Григорово, Климово, Малинки, Малые Дубравы и посёлок подсобного хозяйства ЦВТ) были переданы в Новошурмовский сельсовет.